# Johannes A. Jørgensen
Johannes Andreas Jørgensen (2. oktober 1909 i Gelsted ved Ejby – ? ) var/er en dansk maler.
Johannes A. Jørgensen udstillede på Spiralen abstrakte billeder med en fladebetonet opbygning, beslægtet med Paul Klee og samtidig fransk kunst, som for eksempel Gustave Singier og Alfred Manessier. Jørgensen har også arbejdet med keramik.
Johannes A. Jørgensen har det meste af sit liv boet i Horsens.

## Ekstern henvisning
- Johannes A. Jørgensen på Kunstindeks Danmark/Weilbachs Kunstnerleksikon

## Reference
1. ↑  "Horsens Kunstmuseum – 1998". Arkiveret fra originalen 21. juni 2007. Hentet 18. oktober 2011.